# 『愛 am BEST Tour 2007 〜ベストなコメントにめっちゃ愛を込めんと!!!〜』at Tokyo International Forum Hall A on 9th of July 2007
『愛 am BEST Tour 2007 〜ベストなコメントにめっちゃ愛を込めんと!!!〜』at Tokyo International Forum Hall A on 9th of July 2007（あいアムベストツアー2007 ベストなコメントにめっちゃあいをこめんと!!! アットトーキョーインターナショナルフォーラムホールエーオンナインスオブジュライ2007）は、日本のシンガーソングライター、大塚愛のライブビデオ。2007年9月26日にavex traxよりリリースされた。

## 概要
- 2007年に全国18会場26公演で約8万人を動員のツアーから7月9日の東京国際フォーラム公演の模様を収録。
- スペシャル盤と通常盤の2形態での発売。スペシャル盤のみオフショット映像収録のDVDと40ページのツアーオリジナルフォトブック付き。
- 4枚目のアルバム『LOVE PiECE』同時発売。
- オリコン音楽DVDランキングで3週連続首位を獲得した。

## 収録内容

### DISC 1
1. ユメクイ
2. 桃ノ花ビラ
3. 甘い気持ちまるかじり
4. ハニカミジェーン
5. ビー玉
6. 黒毛和牛上塩タン焼680円
7. ネコに風船
8. 羽ありたまご
9. Cherish
10. 恋愛写真
11. 金魚花火
12. 大好きだよ。
13. プラネタリウム
14. LIVE de BABASHI
15. 片想いダイヤル
16. フレンジャー
17. ポンポン
18. Happy Days
19. さくらんぼ

-ENCORE-
1. PEACH
2. SMILY
3. CHU-LIP
4. LOVE MUSiC

### DISC 2
1. Special Movie Disc

## 参加ミュージシャン
- 大塚愛：Vocal

バンドメンバー
- 松本淳：Drums
- 須長和広：Bass
- 友森昭一：Guitar
- 藤井謙二：Guitar
- 小牟田聡：Keyboards
- 鈴木秋則：Keyboards

## ツアー日程
| 公演数 | 開催日  | 会場                                    |
| 01     | 5月18日 | 府中の森芸術劇場・どりーむホール        |
| 02     | 5月24日 | 東京国際フォーラム・ホールA             |
| 03     | 5月25日 | 東京国際フォーラム・ホールA             |
| 04     | 5月27日 | 長野県松本文化会館                      |
| 05     | 5月29日 | 新潟県民会館                            |
| 06     | 6月1日  | 鹿児島市民文化ホール・第1ホール         |
| 07     | 6月3日  | 福岡サンパレス                          |
| 08     | 6月4日  | 長崎ブリックホール                      |
| 09     | 6月6日  | 広島厚生年金会館                        |
| 10     | 6月7日  | 香川県県民ホール・グランドホール        |
| 11     | 6月10日 | 福島県文化センター                      |
| 12     | 6月11日 | 仙台サンプラザホール                    |
| 13     | 6月15日 | 北海道厚生年金会館                      |
| 14     | 6月17日 | 青森市文化会館                          |
| 15     | 6月19日 | グランキューブ大阪                      |
| 16     | 6月20日 | グランキューブ大阪                      |
| 17     | 6月23日 | 名古屋センチュリーホール                |
| 18     | 6月24日 | 名古屋センチュリーホール                |
| 19     | 6月27日 | 東京国際フォーラム・ホールA             |
| 20     | 6月28日 | 東京国際フォーラム・ホールA             |
| 21     | 7月2日  | 大阪フェスティバルホール                |
| 22     | 7月3日  | 大阪フェスティバルホール                |
| 23     | 7月5日  | 神戸国際会館・こくさいホール            |
| 24     | 7月8日  | 東京国際フォーラム・ホールA（追加公演） |
| 25     | 7月9日  | 東京国際フォーラム・ホールA（追加公演） |
| 26     | 7月12日 | 沖縄コンベンションセンター              |